# Velika hruševa bolšica
Velika hruševa bolšica (znanstveno ime Cacopsylla pyrisuga) je vrsta polkrilcev iz družine bolšic, razširjena po Evropi in Zahodni Aziji.

## Opis
Je razmeroma velika: samci dosežejo 3,5 do 4,0 mm v dolžino, samice pa 3,8 do 4,2 mm. Odrasli so najprej zelene barve z rumenkasto glavo in oprsjem, proti koncu sezone pa potemnijo in postanejo skoraj črni z rdečkastim odtenkom.
Taksonomija bolšic je na splošno problematična; velika hruševa bolšica s še dvema ožje sorodnima vrstama (C. burckhardti in C. accincta) tvori skupino pyrisuga, znotraj katere je po telesnih značilnostih praktično nemogoče ločiti vrste, vendar preostali dve živita le v Vzhodni Aziji.
Jajčeca za razliko od sorodnih vrst niso na peclju, nimfe pa spominjajo na tiste od male hruševe bolšice. Slednje imajo zeleno osnovno obarvanost z raznolikimi črnimi vzorci.

## Ekologija
Znana je kot škodljivec hrušk, ki predstavljajo glavnega gostitelja. Prezimuje skoraj izključno na iglavcih v divjini od koder v začetku pomladi marca in aprila migrira v nasade hrušk, kjer se razmnožuje in pogine. Nov rod se razvije na mladih poganjkih do maja in junija, odrasli pa nato migrirajo nazaj na prezimovališča, kjer mirujejo do naslednje pomladi; tako pride do nenavadne situacije, da jih večino leta sploh ni na gostiteljskih rastlinah.
Podobno kot druge bolšice povzroča škodo zlasti posredno, z izločanjem lepljive tekočine, ki popacka plodove in spodbudi rast plesni, le ob zelo veliki gostoti lahko povzročajo neposredno odpadanje listov, zmanjšanje velikosti plodov in prezgodnje odpadanje plodov. Bolj problematične so zaradi svoje vloge pri prenašanju drugih rastlinskih patogenov, kot so fitoplazme. Velika hruševa bolšica potrjeno prenaša fitoplazmo »Candidatus Phytoplasma pyri«, ki povzroča bolezen odmiranja hrušk.
Vrsta je razširjena po zahodni Palearktiki, omejena na prisotnost gostiteljskih rastlin. Območje razširjenosti sega proti severu vse do Skandinavije. Tudi v Sloveniji je prisotna v hruševih nasadih in je splošno razširjena po vsem ozemlju države.

## Spolno vedenje
Kot ostale bolšice uporablja kombinacijo feromonov in vibracijskih signalov za prepoznavanje in iskanje spolnih partnerjev na gostiteljski rastlini. Pri hruševih bolšicah imajo vlogo feromonov hlapni alkani s 27 ogljikovimi atomi. Tudi vibracijski duet je podoben tistemu pri drugih znanih vrstah. Samica spontano oddaja pozivni signal iz vrste kratkih pulzov, kar spodbudi samca, da odgovarja s svojim signalom, ki ga sestavlja nekaj kratkih brenčečih pulzov ter daljše, približno sekundo in pol dolgo »brenčanje«.
Posnetki samcev te vrste so razkrili, da bolšice ne proizvajajo vibracijskih signalov s stridulacijo (drgnjenjem telesnih delov med seboj), kot je bilo splošno razširjeno mnenje, temveč zgolj zamahujejo s krili približno 150-krat na sekundo. »Brenčanje« se ne prenaša kot zračni zvok, temveč kot tresljaji preko nog v vejico, na kateri stojijo.